# Caryophyllia grayi
Espèce
Statut CITES
Caryophyllia grayi est une espèce de coraux appartenant à la famille des Caryophylliidae.